# Villa Pozzi
Villa Pozzi (nota anche come Villa Ercole Pozzi) è una villa di Busto Arsizio, edificata tra il 1905 e il 1906 su progetto dell'architetto Silvio Gambini. È sita all'angolo tra via Palestro e piazza Alessandro Manzoni, appena al di fuori del centro storico della città; oggi ospita la Guardia di Finanza.

## Storia
L'edificio, che presenta richiami all'architettura medievale, risale a un periodo durante il quale, grazie allo sviluppo dell'industria tessile, la città di Busto Arsizio era in forte espansione, con la necessità di costruire anche al di fuori dell'originario nucleo storico. Fu proprio appena fuori dall'antico terrapieno difensivo che l'imprenditore Ercole Pozzi - figlio dell'ex sindaco e industriale Pasquale Pozzi -  fece realizzare la villa.

Dopo essere stata abitata dalla famiglia Pozzi venne donata da Maria, figlia di Ercole e Carolina Bellingardi, alla Congregazione delle Figlie di Nostra Signora di Lourdes Suore di Santa Marta, come testimonia la lapide datata 4 novembre 1958 presente all'interno della villa.

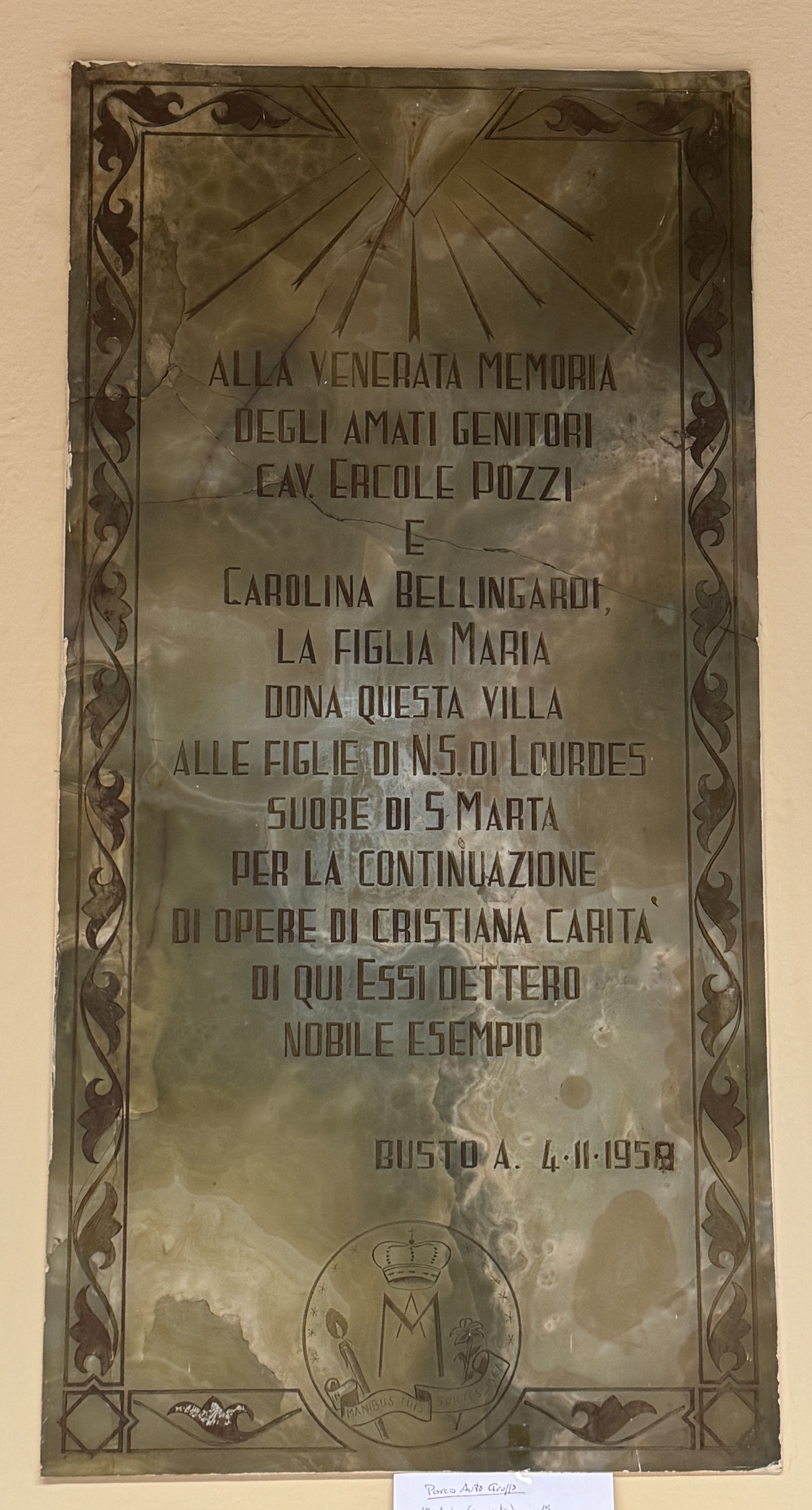
Lapide in memoria dell'atto di donazione del 1958

In seguito, sul finire degli anni '80, la villa venne ceduta al comune di Busto Arsizio, che attualmente la concede in affitto esclusivo al Ministero delle Finanze per ospitare la caserma del locale gruppo della Guardia di Finanza.
Nel 2024 la caserma è stata intitolata all'appuntato Giulio Massarelli, decorato con la medaglia di Giusto tra le Nazioni "per aver personalmente contribuito, in molteplici circostanze, durante il periodo di occupazione nazista del Nord Italia, al salvataggio di numerosi ebrei, accompagnandoli al confine con la Svizzera e, mettendo in grave pericolo la propria vita, aiutandoli all’espatrio fino alla Liberazione d’Italia".
Nell'ottobre dello stesso anno, la villa è stata eccezionalmente aperta al pubblico, in occasione delle Giornate d'Autunno organizzate dal FAI.

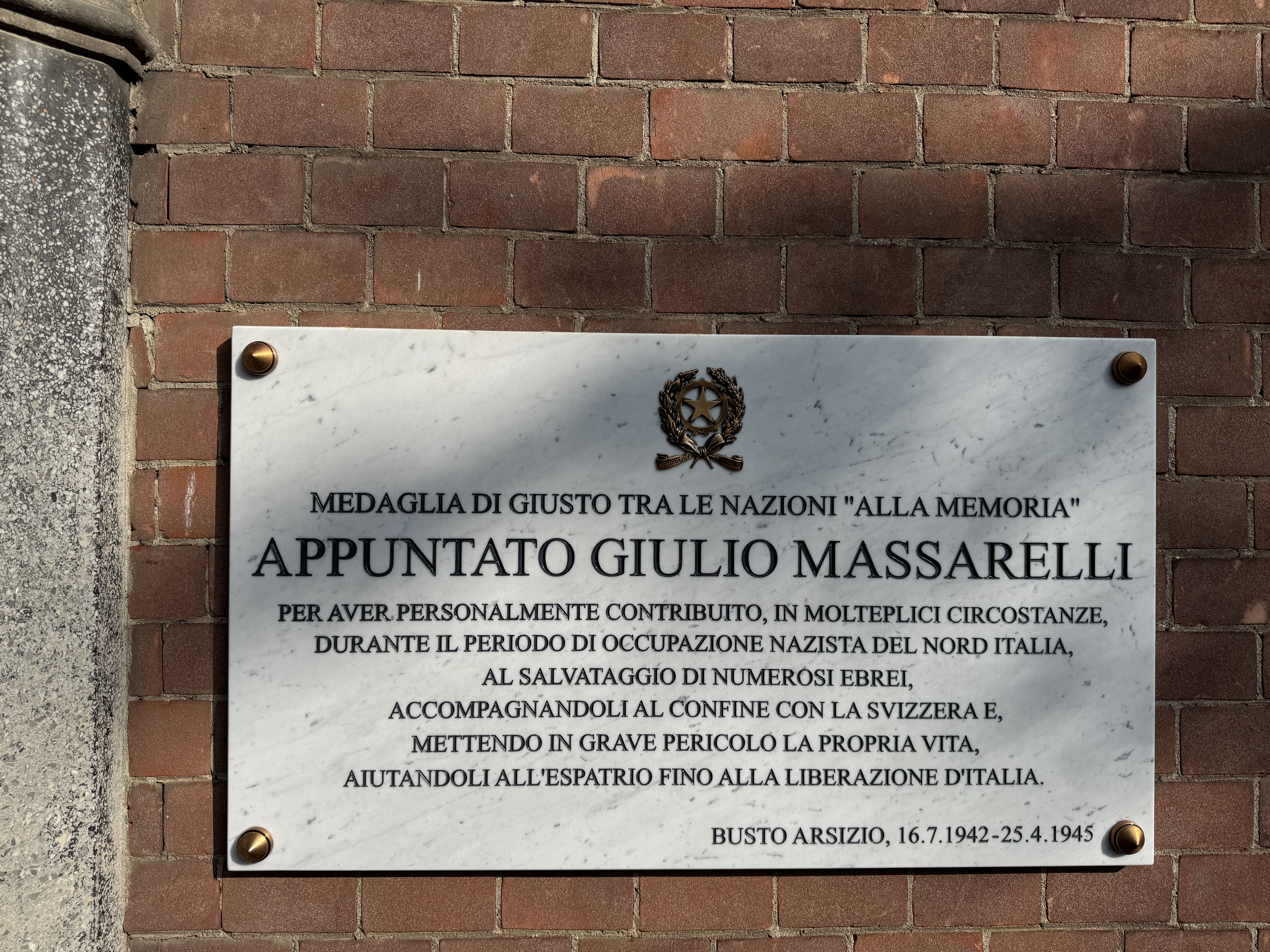
Lapide in memoria dell'appuntato Giulio Massarelli, apposta nel Maggio 2024

## Descrizione
Il fabbricato principale presenta due livelli che poggiano su uno zoccolo in pietra grezza che arriva in altezza fino alla corrispondenza con il pavimento del piano rialzato. L'accesso è garantito da una scala monumentale che conduce a un portico loggiato con soffitto a cassettoni, dal quale un tempo si accedeva anche alla cappella privata. La facciata principale si articola in due volumi (uno dei quali culminante in una torretta e dotato di balconi), collegati da un corpo centrale con decorazioni a graffito al primo piano. Simili decorazioni si trovano anche in altri punti, al di sotto della gronda.
I ferri battuti dei cancelli e delle inferriate sono ben lavorati e tipici degli edifici progettati da Silvio Gambini. L'originale cinta in ferro, invece, venne fusa durante la Seconda guerra mondiale.
Nel giardino della villa, affacciati su via Palestro, si trovano alcuni corpi accessori, un tempo utilizzati come rimessa per cavalli e carrozze, che riprendono alcune caratteristiche dell'edificio principale. È inoltre presente una piccola grotta votiva, ad uso della famiglia e situata in corrispondenza della grotta della chiesa di San Michele, dall'altro lato della strada.
Al piano terreno, che oggi ospita degli uffici, sono conservati i soffitti originali, nonché un caminetto decorato e alcuni affreschi alle pareti.

## Galleria d'immagini

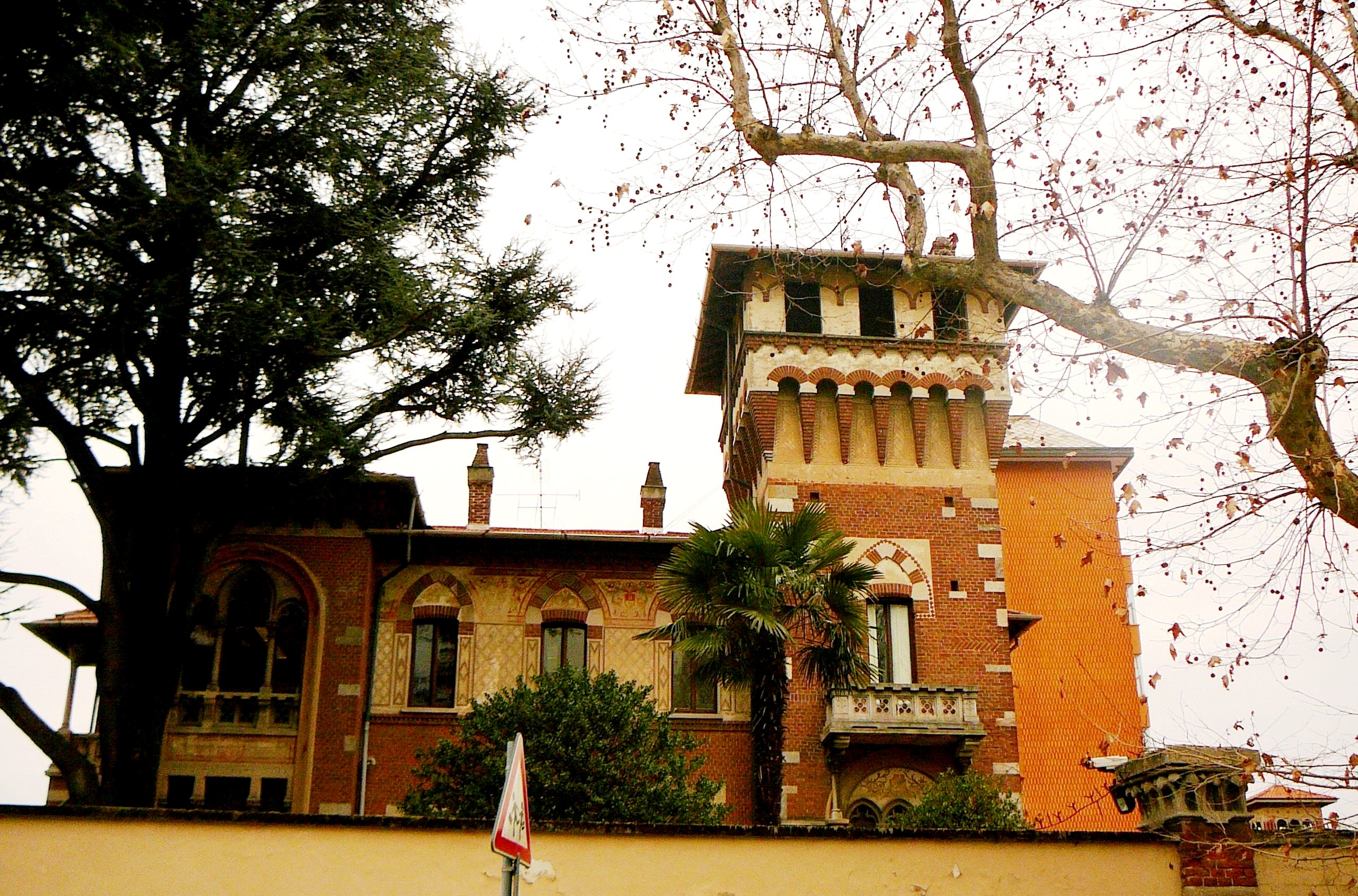
Veduta di Villa Pozzi dalla strada
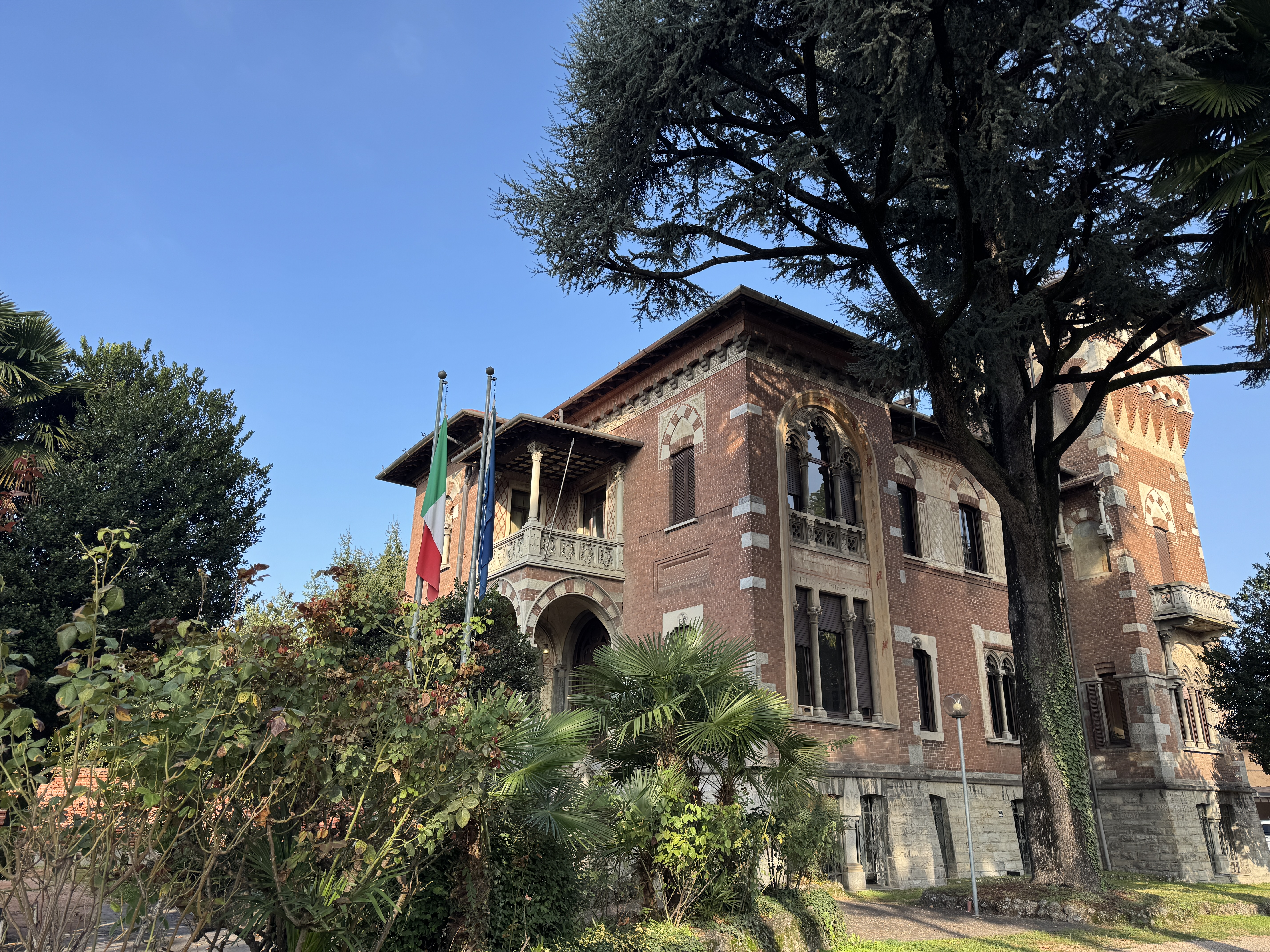
Facciata della villa
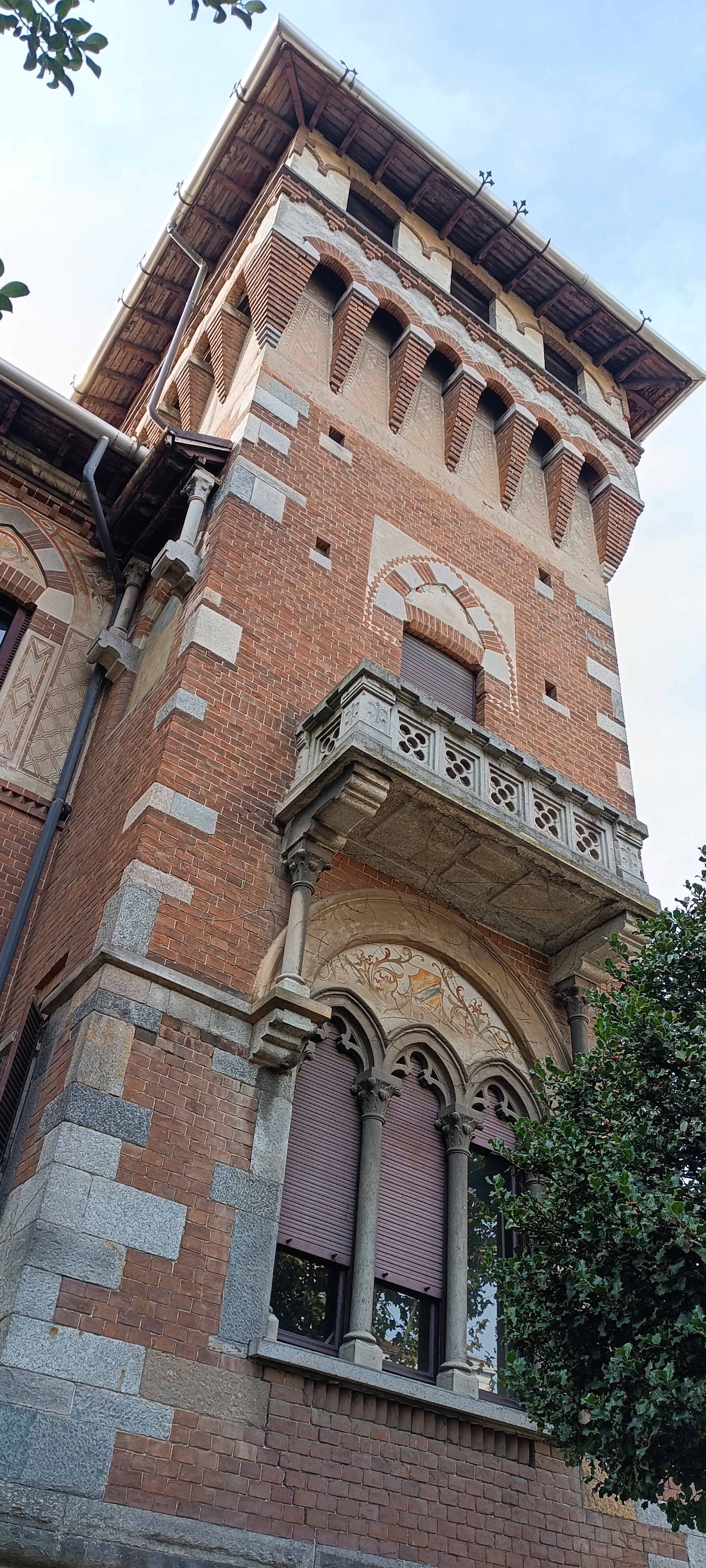
La torretta della Villa
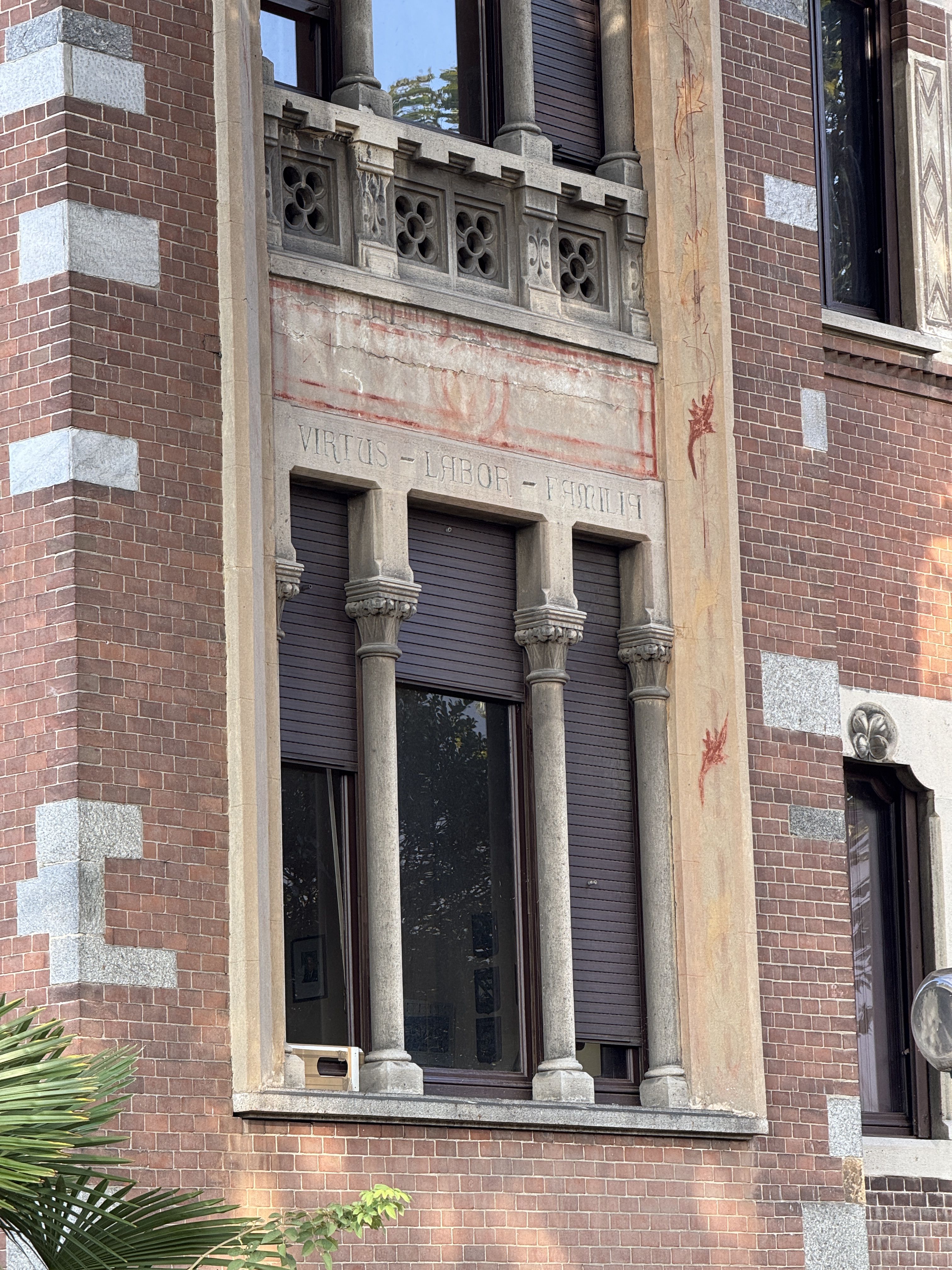
Dettaglio del cartiglio Virtus Labor Familia
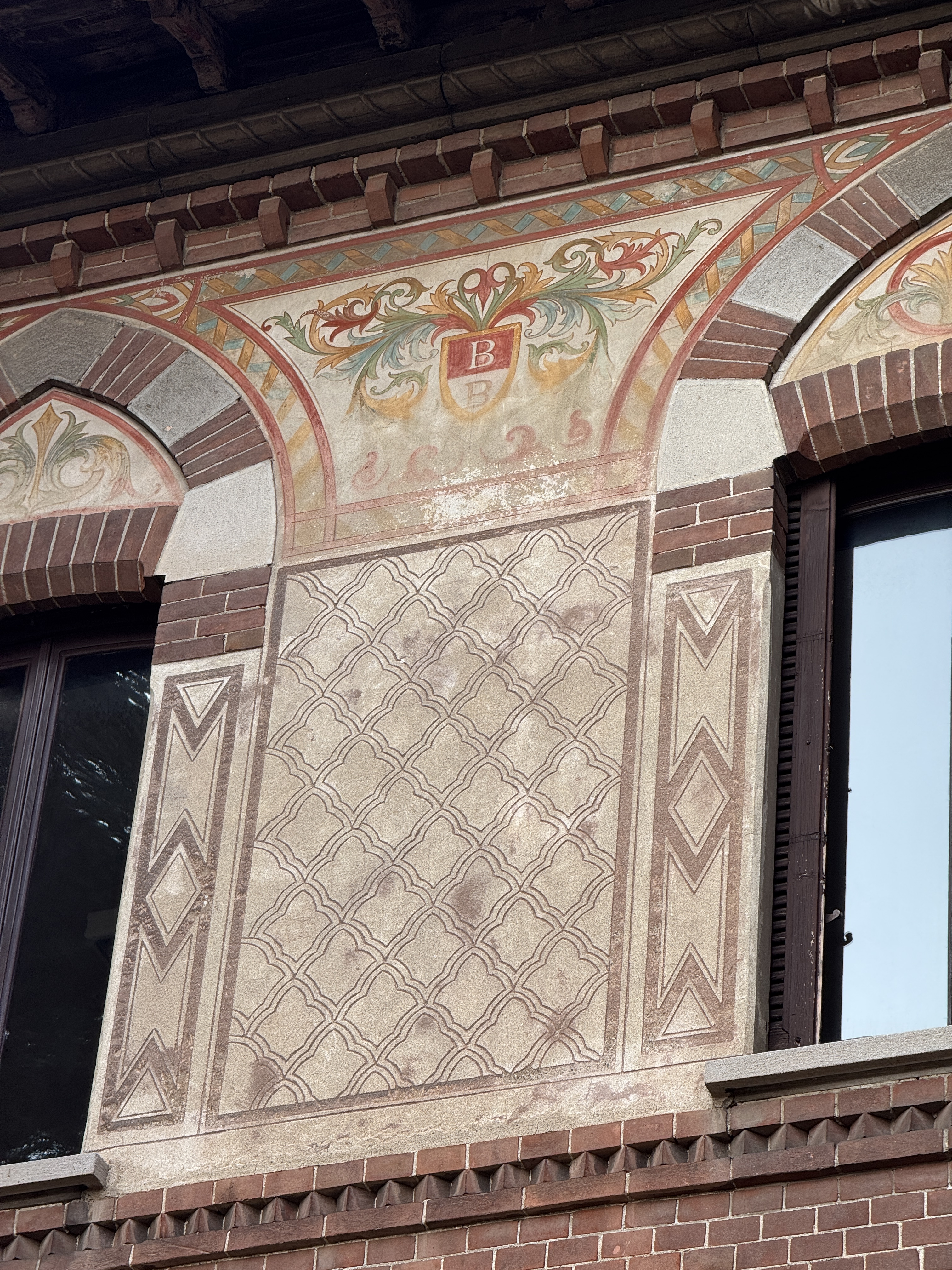
Lo stemma di Busto Arsizio
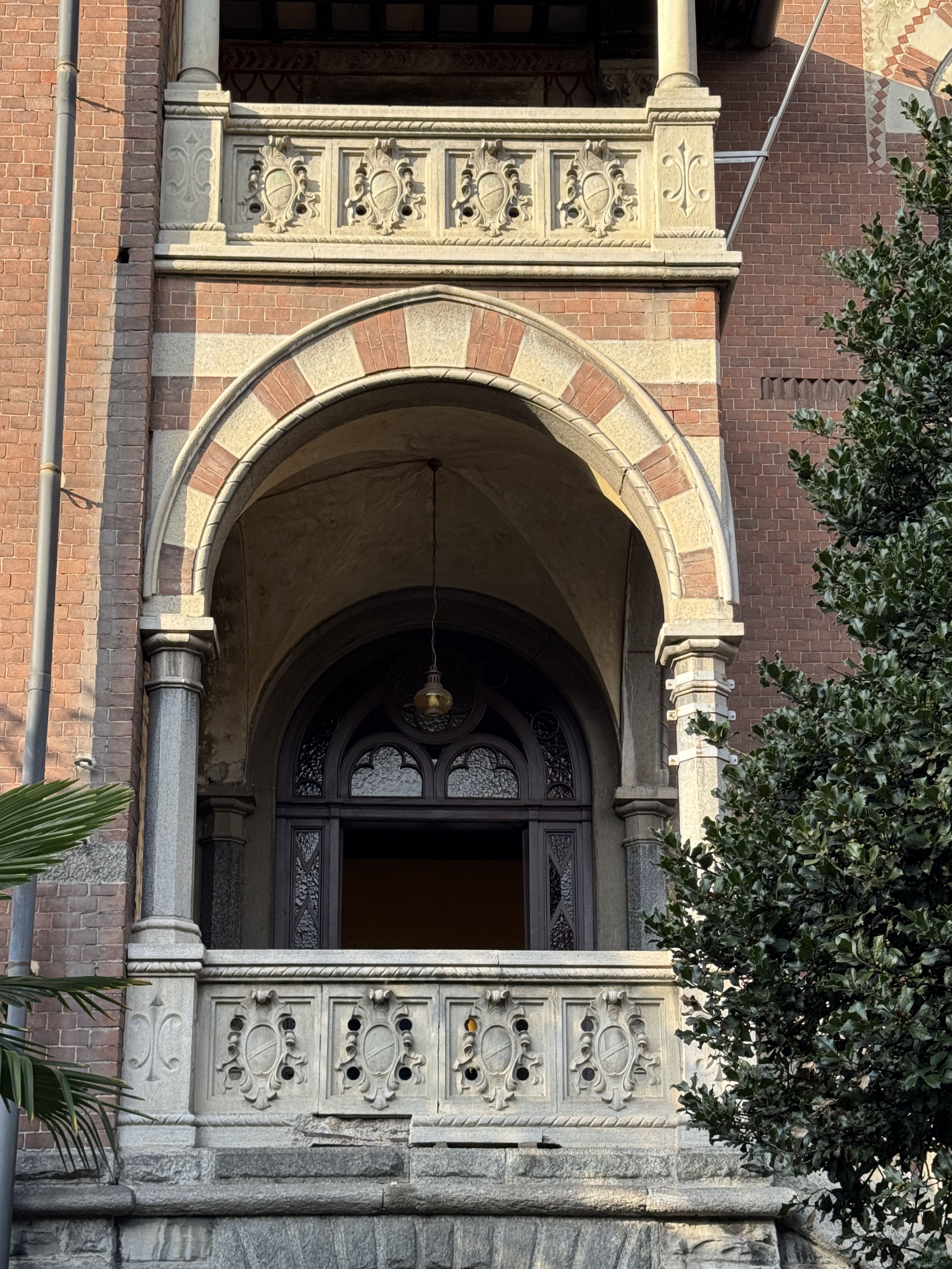
Ingresso principale loggiato
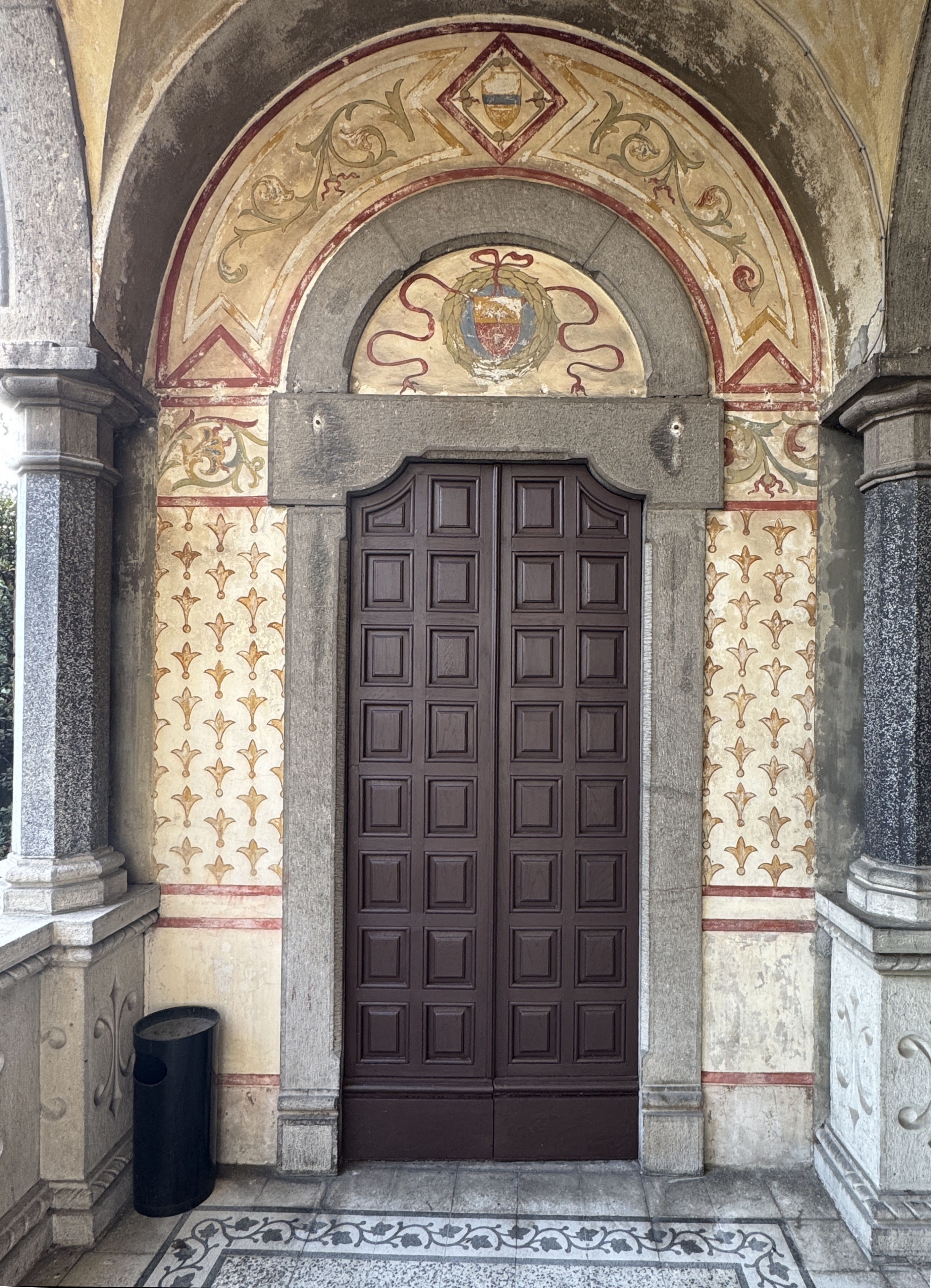
Atrio dell'ingresso principale loggiato con gli stemmi della famiglia Pozzi e Bellingardi
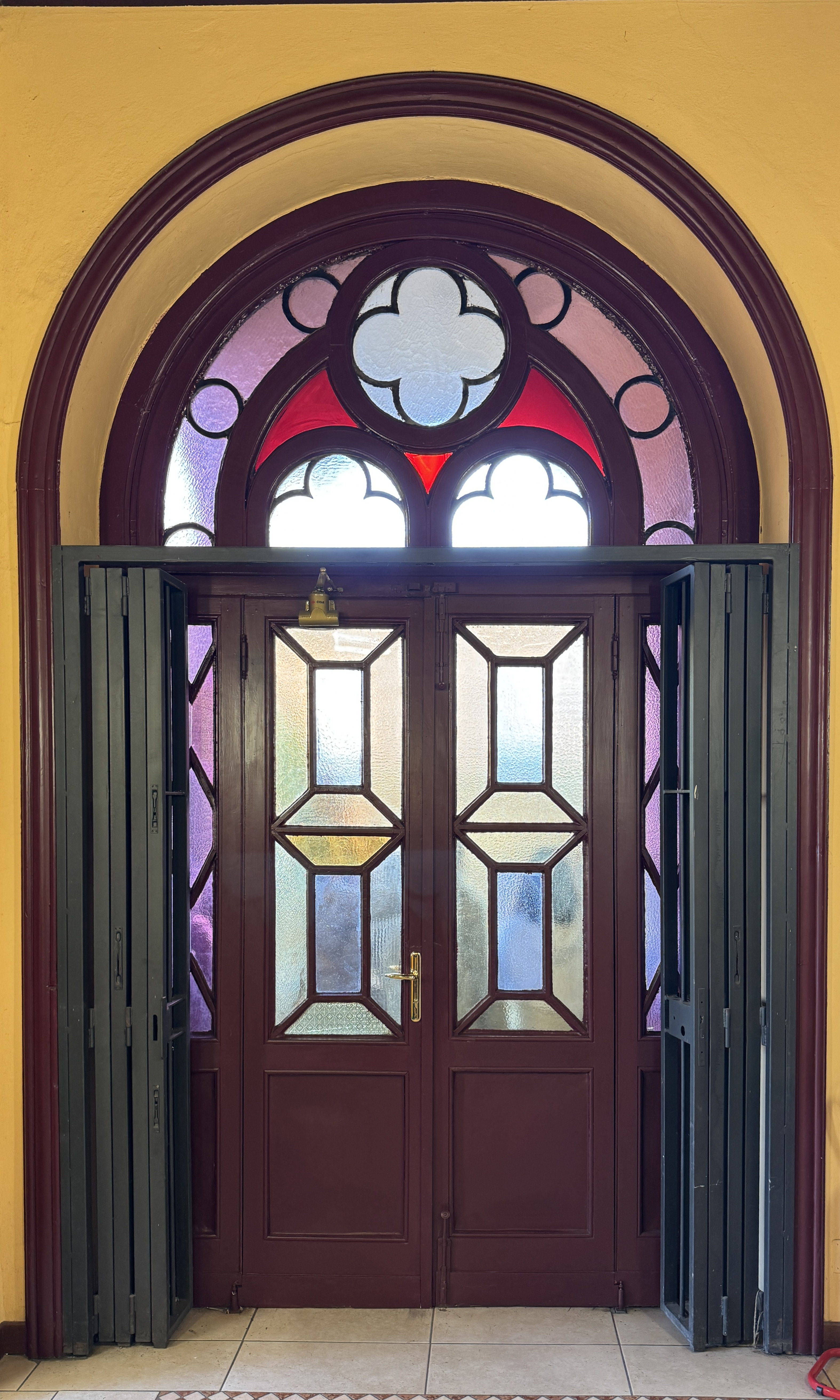
Interno della porta principale di ingresso con vetrate decorate
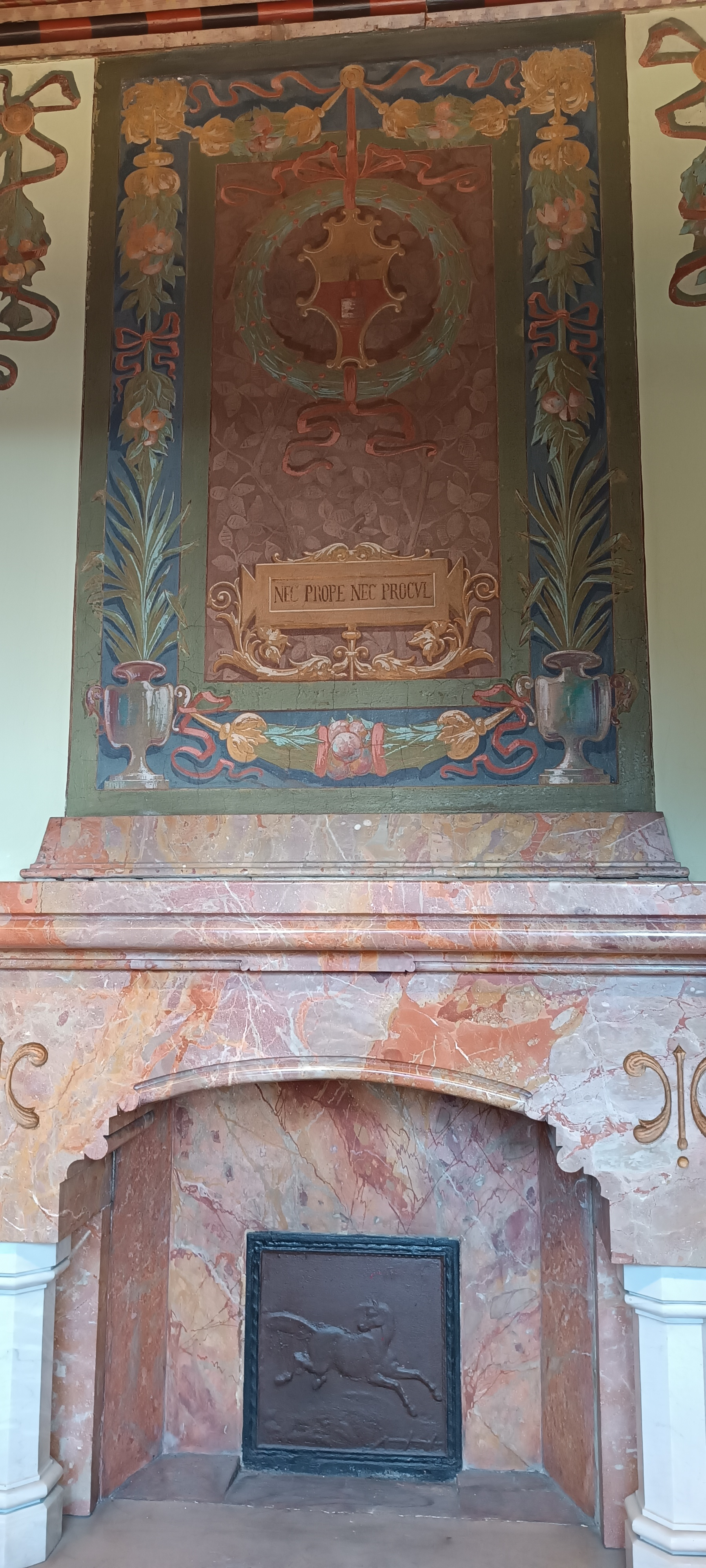
Un camino affrescato all'interno della Villa
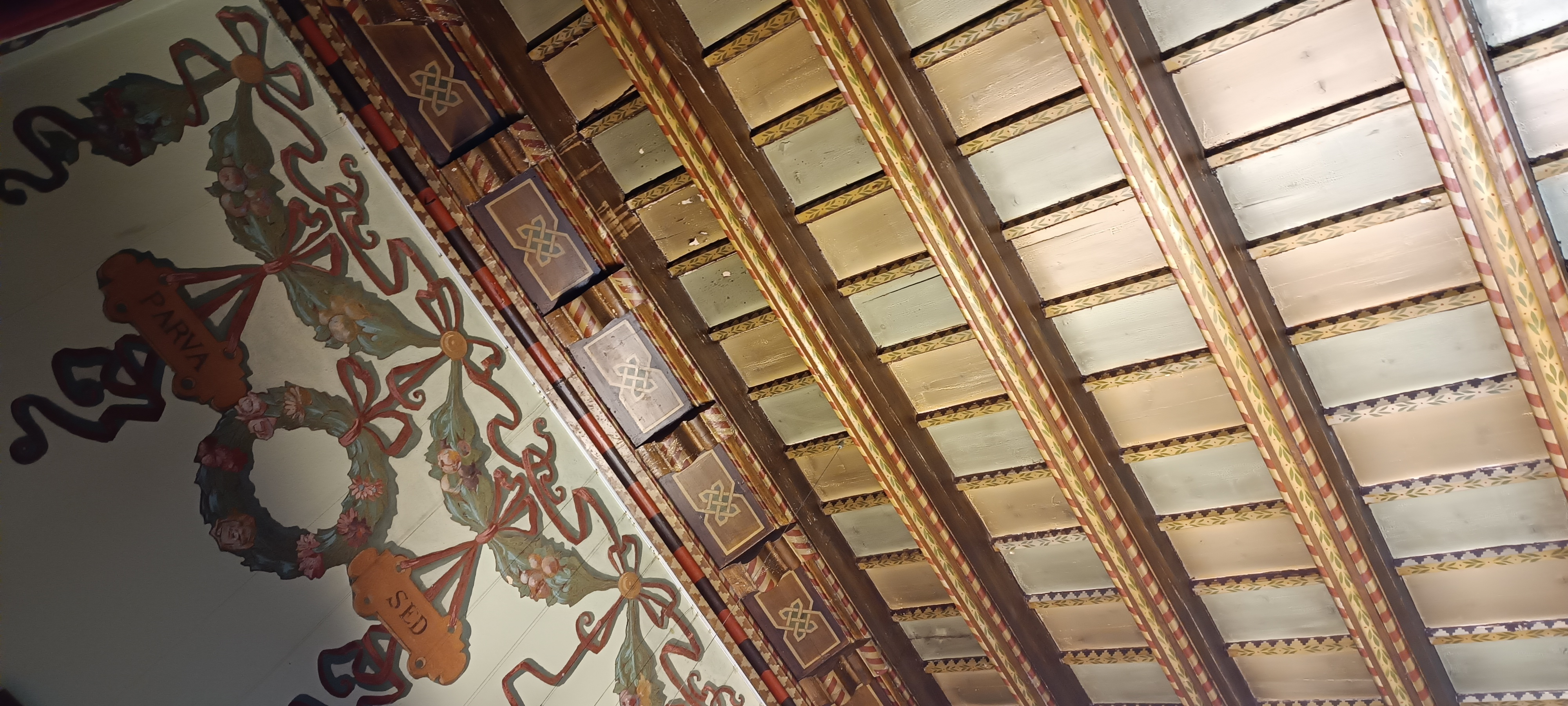
Uno dei soffitti originali tuttora conservato
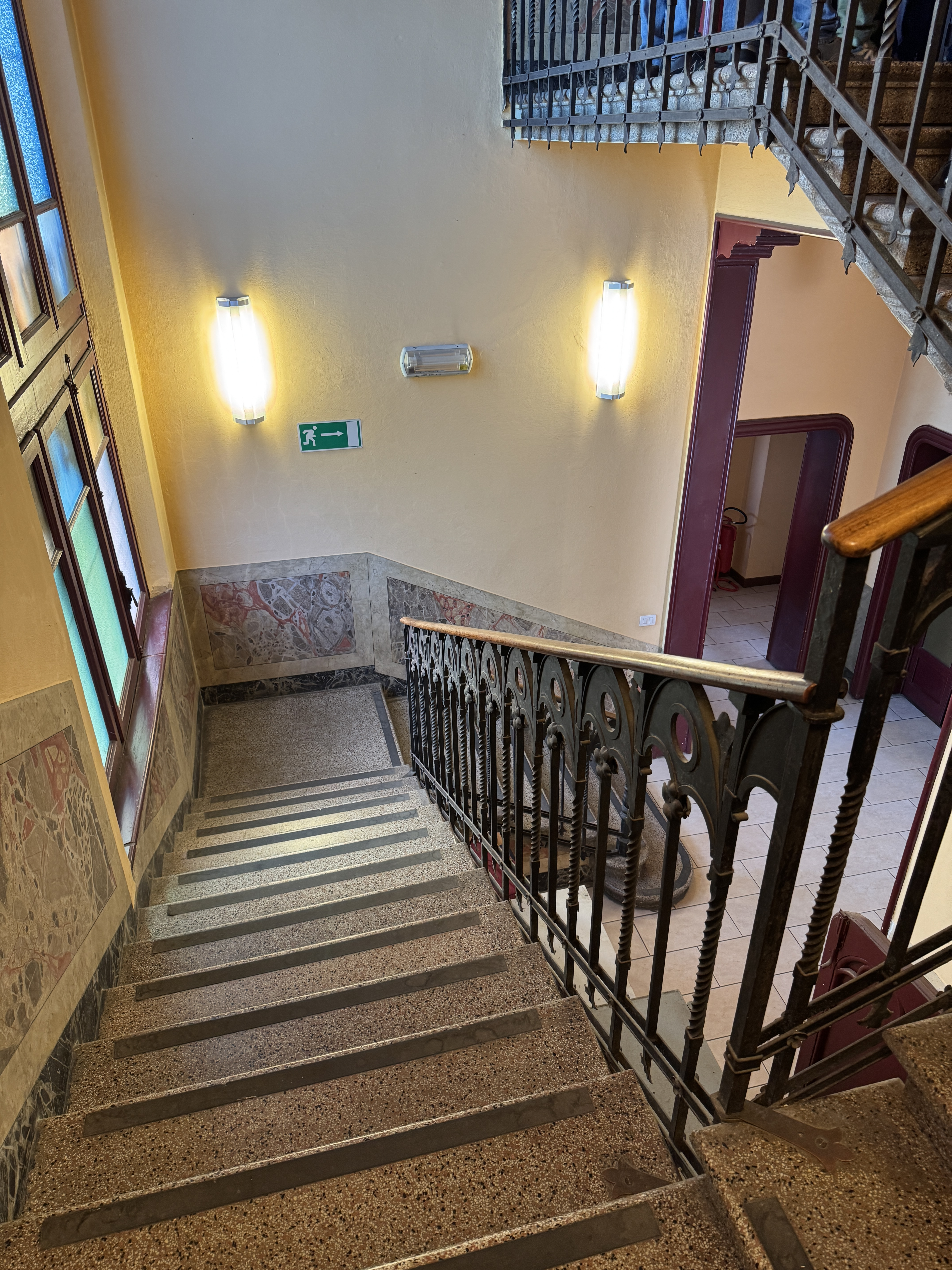
Scala centrale interna
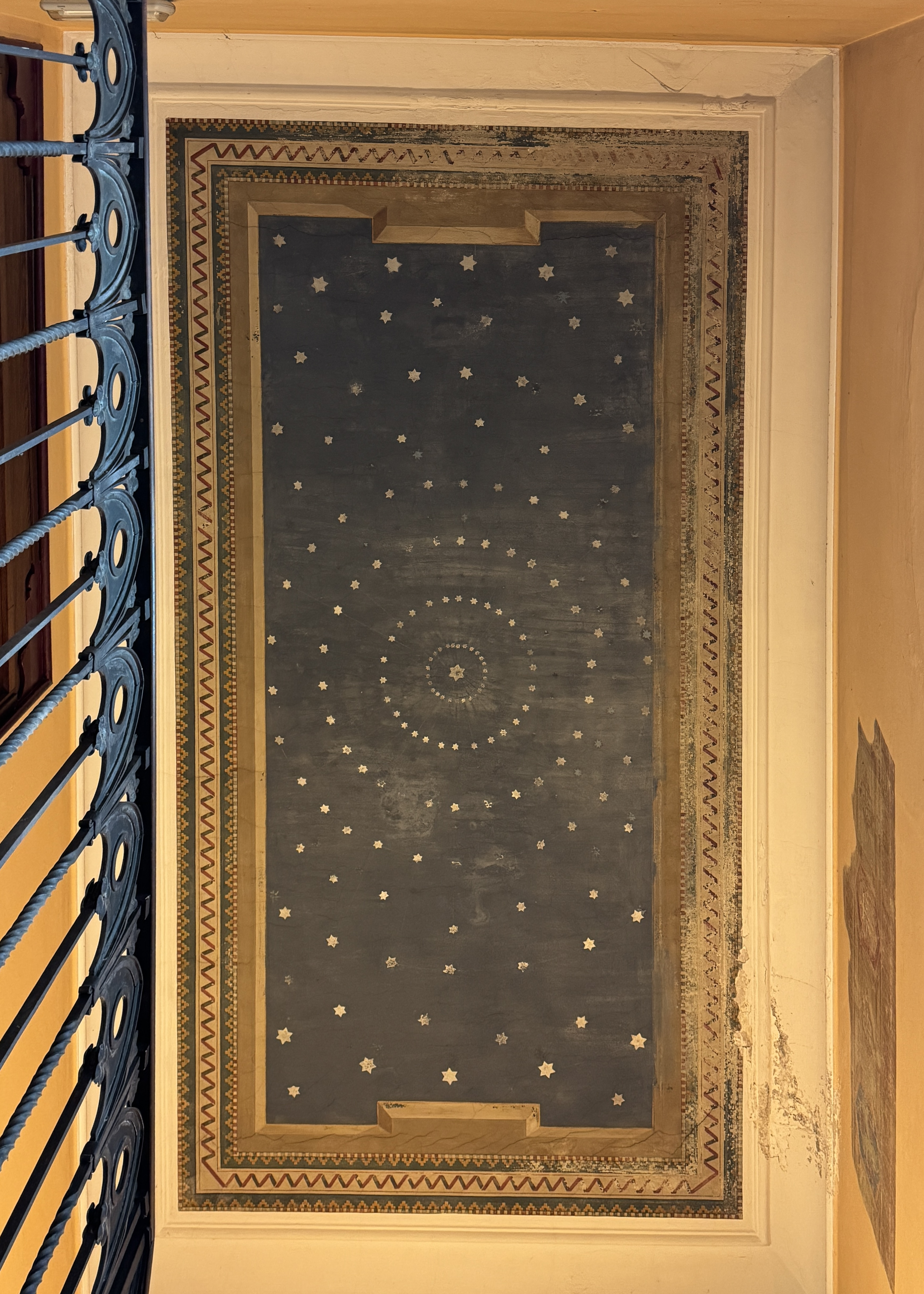
Soffitto della scala centrale interna con cielo stellato
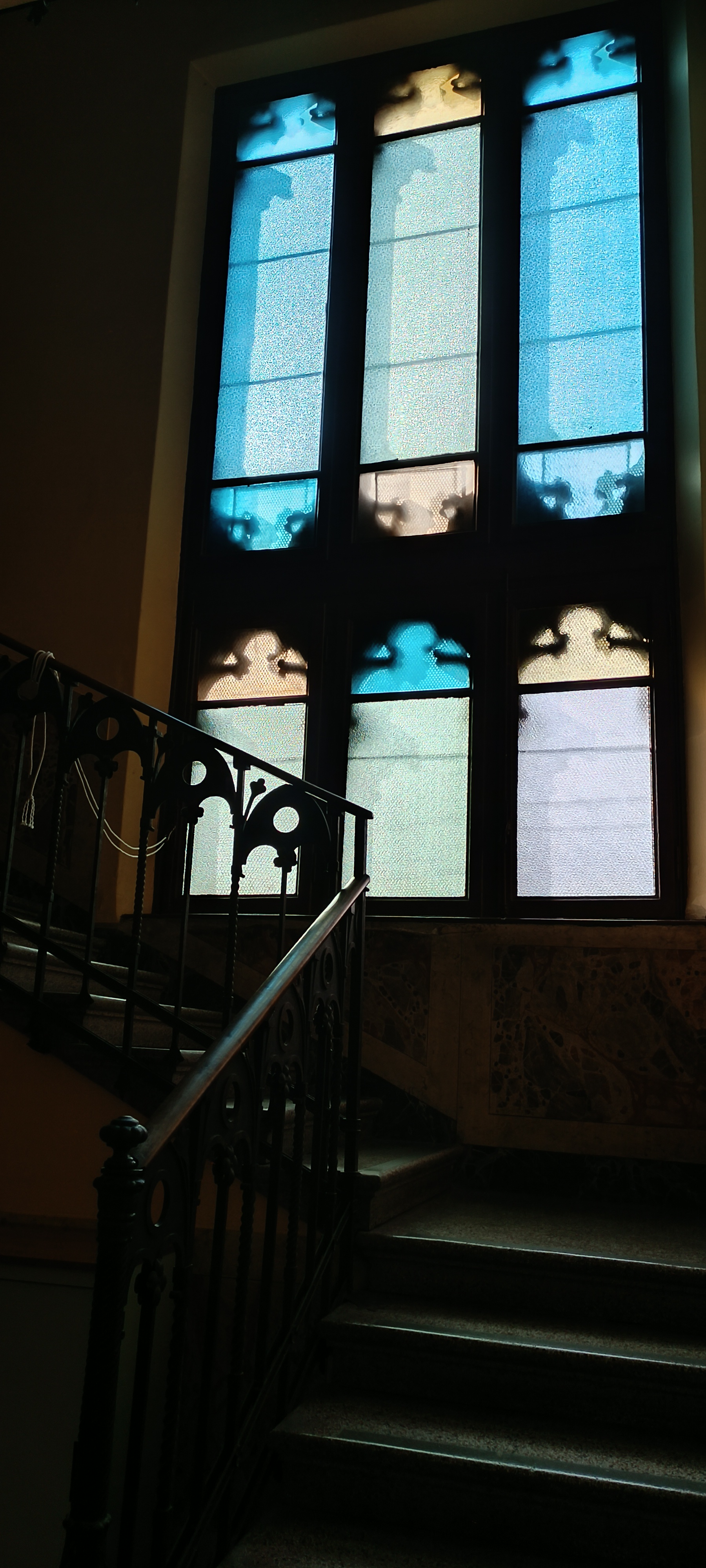
La vetrata delle scale vista dall'interno
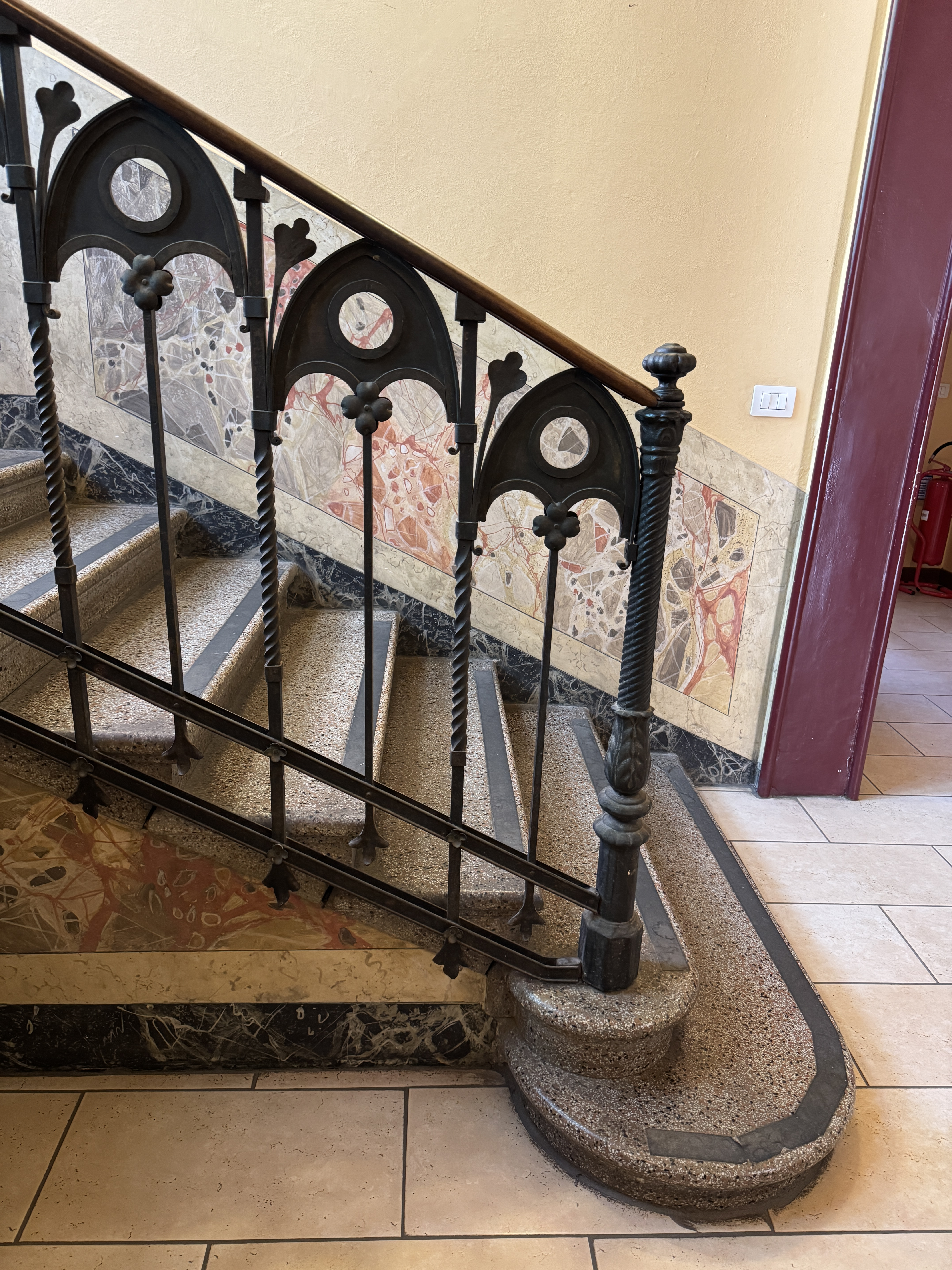
Ringhiera della scala centrale in ferro battuto
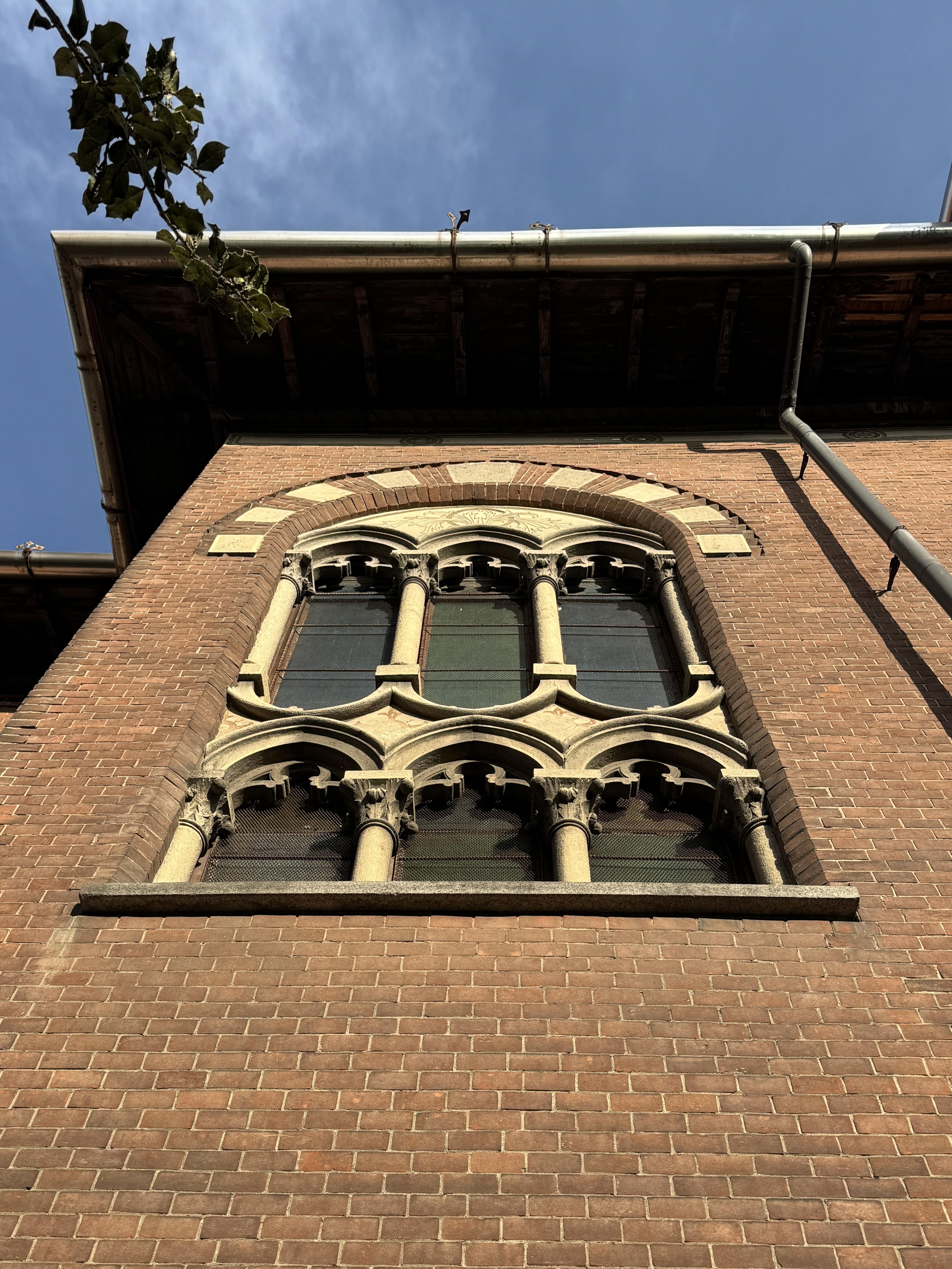
Retro della villa con trifora sulla scala centrale